# Thu hải đường Phú Thọ
Thu hải đường Phú Thọ (danh pháp: Begonia phuthoensis) là một loài thực vật có hoa trong họ Thu hải đường. Loài này được H.Q.Nguyen mô tả khoa học đầu tiên năm 2004.